# Phare de Port Ellen
Le phare de Port Ellen (en gaélique écossais : Carraig Fhada) est un phare qui se situe au nord de l'île d'Islay (Hébrides intérieures), dans le comté de Argyll and Bute à l'ouest de l'Écosse. Il est érigé sur un rocher nommé Carraig Fhada en bout de la péninsule The Oa (en) à environ 2 km de Port Ellen. Il marque l'entrée ouest du port et il est l'un des sept phares qui servent à l'aide maritime à la navigation autour d'Islay.
Ce phare est géré par le Northern Lighthouse Board (NLB) à Édimbourg,l'organisation de l'aide maritime des côtes de l'Écosse.
Il est maintenant protégé en tant que monument classé du Royaume-Uni de catégorie B.

## Histoire
Le phare a été construit en 1832 par Walter Frederick Campbell (1798-1855), le Laird de l'île, construit en mémoire de son épouse Lady Eleanor Charteris, qui était morte à l'âge de 36 ans. Ce phare a une architecture inhabituelle. Il se compose de deux tours carrées, à terrasse avec corniche. La plus grande fait 17 m de haut avec une base de 5,5 mètres de côté. Dans celle-ci il y a trois étages, qui sont accessibles au nord-est, par la tour légèrement plus petite avec une base carrée de 3,4 mètres de côté qui sert d'escalier.
La plus haute tour porte un mât court au centre de sa terrasse, accessible par une échelle. L'entrée du bâtiment est située sur le côté ouest, et donc du côté terre. Il émet un flash blanc, rouge ou vert, selon direction, toutes les 3 secondes
Au-dessus de l'entrée se trouve une plaque commémorative. Le bâtiment a été rénové entre 2003 et 2004. Les bâtiments servant de maison du gardien sont maintenant utilisés comme des maisons privées. Le site est accessible par la route et la tour peut être atteinte par une passerelle à marée basse.
Identifiant : ARLHS : SCO-043 - Amirauté : A4248 - NGA : 4228.

### Lien connexe
- Liste des phares en Écosse